# Gare d'Aumontzey
La gare d'Aumontzey est une gare ferroviaire française (fermée) de la ligne de Laveline-devant-Bruyères à Gérardmer, située sur le territoire de la commune d'Aumontzey dans le département des Vosges en région Lorraine.

## Situation ferroviaire
Établie à 471 mètres d'altitude, la gare d'Aumontzey est située au point kilométrique (PK) 2,94 de la ligne de Laveline-devant-Bruyères à Gérardmer (non exploitée), entre les gares de Laveline-devant-Bruyères et de Granges (fermée).

## Service des voyageurs
Gare fermée.